# Phaegorista helcitoides
Phaegorista helcitoides là một loài bướm đêm trong họ Erebidae.